# Zlatko Tripić
Zlatko Tripić (Fiume, 2 dicembre 1992) è un calciatore norvegese, nato in Croazia, centrocampista o attaccante del Viking.

## Biografia
Zlatko Tripić è un calciatore nato in Croazia ma cresciuto in Norvegia.

## Caratteristiche tecniche
Esterno, può giocare sia da centrocampista sia da attaccante.

## Carriera

### Club
Ha giocato in passato con Lyngdal, Tonstad ed Egersund prima di arrivare al Molde su richiesta di Ole Gunnar Solskjær. Con questa squadra ha esordito nella massima serie il 4 agosto 2011, sostituendo Davy Claude Angan nel successo per 1-2 sullo Start. Ha segnato il suo primo gol per il Molde il 27 novembre 2011 contro il Sogndal, portando la squadra sul momentaneo 0-1: la partita terminò con una sconfitta per 2-1.
Ha esordito nella nuova stagione il 23 marzo 2012 in Molde-Strømsgodset (2-1). Il 30 luglio 2012, è passato in prestito al Fredrikstad, a partire dal 1º agosto successivo e fino al termine della stagione in corso. Ha scelto il numero 20. Dopo non essere riuscito a contribuire alla salvezza del Fredrikstad, che è retrocesso nella 1. divisjon, è tornato al Molde per fine prestito.
Il 13 marzo 2014, si è trasferito a titolo definitivo allo Start. Il 31 gennaio 2015, è passato ai tedeschi del Greuther Fürth, a cui si è legato con un contratto valido per i successivi due anni e mezzo. Il 2 maggio 2017, il Greuther Fürth ha comunicato che non avrebbe rinnovato il contratto di Tripić, in scadenza a fine stagione.
Il 3 agosto 2017 è stato ingaggiato ufficialmente dallo Sheriff Tiraspol. Ha esordito in Divizia Națională il 5 agosto seguente, subentrando a Josip Brezovec nel 3-1 inflitto alla Dinamo-Auto.
Il 21 febbraio 2018 è stato ingaggiato dal Viking, a cui si è legato con un contratto biennale.
Dopo un'esperienza ai turchi del Göztepe, l'8 maggio 2021 ha fatto ufficialmente ritorno al Viking.

### Nazionale
Ha giocato nelle nazionali giovanili norvegesi Under-20 ed Under-23.

## Statistiche

### Presenze e reti nei club
Statistiche aggiornate all'8 maggio 2021.
| Stagione                 | Club                     | Campionato               | Campionato | Campionato | Coppe nazionali | Coppe nazionali | Coppe nazionali | Coppe continentali | Coppe continentali | Coppe continentali | Supercoppe | Supercoppe | Supercoppe | Totale | Totale |
| Stagione                 | Club                     | Comp                     | Pres       | Reti       | Comp            | Pres            | Reti            | Comp               | Pres               | Reti               | Comp       | Pres       | Reti       | Pres   | Reti   |
| ------------------------ | ------------------------ | ------------------------ | ---------- | ---------- | --------------- | --------------- | --------------- | ------------------ | ------------------ | ------------------ | ---------- | ---------- | ---------- | ------ | ------ |
| mar.-ago. 2011           | Egersund                 | 3D                       | 20         | 6          | CN              | 1               | 0               | -                  | -                  | -                  | -          | -          | -          | 21     | 6      |
| ago.-dic. 2011           | Molde                    | ES                       | 9          | 1          | CN              | 1               | 0               | -                  | -                  | -                  | -          | -          | -          | 10     | 1      |
| 2012                     | Molde                    | ES                       | 12         | 0          | CN              | 4               | 0               | UCL                | 2                  | 0                  | -          | -          | -          | 16     | 0      |
| ago.-dic. 2012           | Fredrikstad              | ES                       | 10         | 1          | CN              | -               | -               | -                  | -                  | -                  | -          | -          | -          | 10     | 1      |
| 2013                     | Molde                    | ES                       | 18         | 2          | CN              | 5               | 1               | UCL                | 4+2                | 0                  | -          | -          | -          | 29     | 3      |
| 2014                     | Start                    | ES                       | 28         | 6          | CN              | 4               | 2               | -                  | -                  | -                  | -          | -          | -          | 32     | 8      |
| Totale Molde             | Totale Molde             | Totale Molde             | 39         | 3          |                 | 10              | 1               |                    | 8                  | 0                  |            | -          | -          | 49     | 4      |
| gen.-giu. 2015           | Greuther Fürth           | 2L                       | 9          | 0          | CG              | -               | -               | -                  | -                  | -                  | -          | -          | -          | 9      | 0      |
| 2015-2016                | Greuther Fürth           | 2L                       | 14         | 0          | CG              | 1               | 0               | -                  | -                  | -                  | -          | -          | -          | 15     | 0      |
| 2016-2017                | Greuther Fürth           | 2L                       | 13         | 1          | CG              | 2               | 1               | -                  | -                  | -                  | -          | -          | -          | 15     | 2      |
| Totale Greuther Furth    | Totale Greuther Furth    | Totale Greuther Furth    | 36         | 1          |                 | 3               | 1               |                    | -                  | -                  |            | -          | -          | 39     | 2      |
| 2015-2016                | Greuther Fürth II        | RL                       | 2          | 0          | -               | -               | -               | -                  | -                  | -                  | -          | -          | -          | 2      | 0      |
| 2016-2017                | Greuther Fürth II        | RL                       | 5          | 1          | -               | -               | -               | -                  | -                  | -                  | -          | -          | -          | 5      | 1      |
| Totale Greuther Furth II | Totale Greuther Furth II | Totale Greuther Furth II | 7          | 1          |                 | -               | -               |                    | -                  | -                  |            | -          | -          | 7      | 1      |
| ago.-dic. 2017           | Sheriff Tiraspol         | DN                       | 5          | 0          | CM              | 0               | 0               | UCL+UEL            | 0+3                | 0                  | -          | -          | -          | 8      | 0      |
| 2018                     | Viking                   | 1D                       | 25         | 7          | CN              | 1               | 0               | -                  | -                  | -                  | -          | -          | -          | 26     | 7      |
| 2019                     | Viking                   | ES                       | 25         | 5          | CN              | 5               | 3               | -                  | -                  | -                  | -          | -          | -          | 30     | 8      |
| gen.-giu. 2020           | Göztepe                  | SL                       | 11         | 0          | CT              | 1               | 1               | -                  | -                  | -                  | -          | -          | -          | 12     | 1      |
| 2020-mag. 2021           | Göztepe                  | SL                       | 31         | 3          | CT              | 2               | 0               | -                  | -                  | -                  | -          | -          | -          | 33     | 3      |
| Totale Göztepe           | Totale Göztepe           | Totale Göztepe           | 42         | 3          |                 | 3               | 1               |                    | -                  | -                  |            | -          | -          | 45     | 4      |
| 2021                     | Viking                   | ES                       | 0          | 0          | CN              | 0               | 0               | -                  | -                  | -                  | -          | -          | -          | 0      | 0      |
| Totale Viking            | Totale Viking            | Totale Viking            | 50         | 12         |                 | 6               | 3               |                    | -                  | -                  |            | -          | -          | 56     | 15     |
| Totale                   | Totale                   | Totale                   | 237        | 33         |                 | 27              | 9               |                    | 11                 | 0                  |            | -          | -          | 276    | 41     |

## Palmarès

### Club

#### Competizioni nazionali
- Campionato norvegese: 1

Molde: 2011
- Coppa di Norvegia: 1

Molde: 2013
- Supercoppa di Norvegia: 1

Molde: 2012
- Campionato moldavo: 1

Sheriff Tiraspol: 2017
- Coppa di Norvegia: 1

Viking: 2019
- 1. divisjon: 1

Viking: 2018